# Pilvarenfamilie
De pilvarenfamilie (Marsileaceae) is een familie van kleine, aquatische of semi-aquatische varens, die wereldwijd verspreid is.
De familie heeft in België en Nederland één zeldzame vertegenwoordiger, de pilvaren (Pilularia globulifera).

## Naamgeving enetymologie
- Synoniem: Pilulariaceae Mirb. ex DC.
- Engels: Clover Ferns
- Duits: Kleefarngewächse

De familie Marsileaceae is vernoemd naar het geslacht Marsilea.

## Kenmerken
Marsileaceae-soorten zijn waterplanten die met rizomen in de bodem wortelen, en drijvende en/of opgerichte bladen dragen. De bladstelen zijn meestal lang, fijn en kruipend, en dikwijls behaard. De bladen zijn in de regel handvormig samengesteld, naargelang de soort zijn er geen, twee of vier deelblaadjes aanwezig. De bladnerven zijn dichotoom vertakt maar dikwijls aan de tip met elkaar verbonden.
De sporenhoopjes zitten verzameld in gesteelde, boonvormige sporocarpen (vandaar de naam 'pilvaren'), die ontspringen uit de rizomen of uit de basis van de bladstelen, en bevatten twee soorten sporen (heterosporie).
De sporen van Marsileaceae-soorten verschillen zowel van de sporen van alle andere (homospore) varens als van die van de verwante, eveneens heterospore vlotvarens (Salviniaceae). De kleine microsporen zijn drievoudig bolvormig, de grotere macrosporen enkelvoudig bolvormig. De buitenwand van beide soorten, het perine, heeft boven de opening van de spore een structuur, het acrolamella, dat de opening afsluit en samen met het perine een gelatineuze laag vormt. Die laag zorgt ervoor dat, gedurende een beperkte tijd, de spore waterdicht is en blijft drijven. Deze voor varens unieke structuren lijken een evolutieve adaptatie van de Marsileaceae aan een amfibische levenswijze.

## Habitaten verspreiding
De familie omvat uitsluitend aquatische of semi-aquatische planten die voorkomen in ondiep water in tijdelijke of permanente poelen, en kent een bijna wereldwijde verspreiding, zowel in gematigde als in subtropische en tropische streken.
Er zijn vijf Europese soorten bekend, waarvan de pilvaren (Pilularia globulifera), weliswaar zeldzaam, ook in België en Nederland te vinden is, en de klaverbladvaren (Marsilea quadrifolia) een enkele keer in Nederland opduikt.

## Taxonomie
In de recente taxonomische beschrijving van Smith et al. (2006) zijn de Marsileaceae samen met de vlotvarens Salviniaceae in de orde Salviniales geplaatst, die samen met het grootste deel van de varens de klasse Polypodiopsida vormen.
Volgens diezelfde auteurs omvat de familie drie recente geslachten en ongeveer 75 soorten. Daarbij worden ook de leden van de voormalige familie Pilulariaceae hierin opgenomen. De Marsileaceae vormen in deze samenstelling een monofyletische groep. Daarnaast worden nog enkele uitgestorven geslachten tot deze familie gerekend.
- Familie: Marsileaceae (Pilvarenfamilie) (incl. Pilulariaceae)
  - Geslachten:
    - Marsilea
    - Pilularia
    - Regnellidium
    - Regnellites †
    - Rodeites †

### Beschreven soorten
Van de pilvarenfamilie worden de volgende soorten in detail beschreven:
- Marsilea azorica
- Marsilea batardae
- Marsilea quadrifolia (Klaverbladvaren)
- Marsilea strigosa
- Pilularia globulifera (Pilvaren)
- Pilularia minuta
- Regnellidium diphyllum
- Regnellidium upatoiensis †
- Regnellites nagashimae †
- Rodeites dakshinii †